# Fediivka, Bobrîneț
Fediivka (în ucraineană Федіївка) este localitatea de reședință a comunei Fediivka din raionul Bobrîneț, regiunea Kirovohrad, Ucraina.

## Demografie
Componența lingvistică a localității Fediivka
     Ucraineană (95,77%)
     Rusă (1,54%)
     Română (1,54%)
Conform recensământului din 2001, majoritatea populației localității Fediivka era vorbitoare de ucraineană (95,77%), existând în minoritate și vorbitori de rusă (1,54%), română (1,54%) și armeană (1,15%).